# Медресе аль-Мустансира
Багдадское медресе аль-Мустансира или Медресе аль-Мустансирия (араб. المدرسة المستنصرية‎) — средневековое религиозное учебное заведение, организованное в 1227—1233 годах аббасидским халифом аль-Мустансиром. Самое известное учебное заведение Ближнего Востока и Центральной Азии, центр просвещения мусульманского мира. В медресе обучали основам религии, естествознанию, философии и др. Здание Багдадского медресе отреставрировано в 1825 и 1946 годах. С 1964 в здании бывшего Багдадского медресе находится Университет аль-Мустансира.